# Загороднюк Василь Степанович
Загороднюк Василь Степанович (31 грудня 1955 року, село Бурківці, Погребищенський район, Вінницька область) — український поет, літературознавець, голова Херсонської обласної організації НСПУ.

## Біографія
Народився 31 грудня 1955 року в селі Бурківцях Погребищенського району Вінницької області в селянській родині.
Служив у армії, навчався в Київському книготорговельному технікумі. Працював бульдозеристом, бетонником, кранівником, товарознавцем книг, директором бібколектора.
Закінчив Херсонський державний педагогічний інститут (українська філологія) у 1995 році. Нині працює доцентом кафедри журналістики Херсонського державного університету.
Василь Загороднюк — кандидат філологічних наук, член Національної спілки письменників України (2001), голова Херсонської обласної організації НСПУ з 2006 року, голова літературної студії ім. Василя Вишиваного при Херсонському державному університеті, співредактор книг із серії «Літературні скарби Херсонщини».
Друкувався в газетах «Літературна Україна», «Молодь України», «Новий день», «Наддніпрянська правда», «Малючок Степовичок»; журналах «Жінка», «Кур'єр Кривбасу», «Дзвіночок»; альманахах «Вітрила», «Поезія», «Самоцвіти», «Степ».

### Поетичні збірки
Біль мовчання: поезії. — Херсон: Айлант, 1998. — 32 с.
Пам'яттю прийду: вірші. — К. : Молодь, 1990. — 48 с.
Пісня цегли: зб. поезій. — Херсон: Айлант, 2003. — 56 с.
Поклик євшанзілля: поезія. — Херсон: Наддніпряночка, 2009. — 72 с.
Пісня цегли: поезії. — Херсон: Айлант, 2003. — 56 с.
Поклик євшан-зілля: поезія. — Херсон: Наддніпряночка, 2009. — 72 с.
Сиваш: зб. віршів. — Херсон: Айлант, 2011. — 43 с.
Формула Сократа: зб. віршів. — Херсон: Айлант, 2012. — 56 с.

### Твори у збірниках
Ватерлінія степу // Хвиля. Книга в книзі: Поезії. Випуск перший. — К.: Укр. письменник, 1992. — С.203-254.
Вірші // Вежі та вітрила. — 2007. — С. 114124.
Вірші // Таврія поетична: альм. — Херсон: Айлант, 2007. — С.6469.
Енеїда або Українці не перестануть сміятися: (друкується вперше) // Елінг: (ювілейний, Херсону — 230!): альм. Вип. 8 / ред. Микола Каляка. — К. : Просвіта, 2008. — С.200242.

### Твори для дітей
Хто гуляє серед ночі?: загадки. — Херсон: ВЦ Пілотні школи, 1996. — 16 с.
Морська абетка. — Херсон: Наддніпряночка, 2005. — 32 с.
І пахне медом їхня хата: загадки. — Херсон: Наддніпряночка, 2007. — 35 с.

### Літературознавчі розвідки
Психологізм творчості Михайла Стельмаха. — К. : Акцент, 2002. — 192 с.
Психологічні мотиви поліфункціональності пейзажу (за романом М.Стельмаха «Дума про тебе») (1999)
Могила як сакральне явище у творчості Т.Шевченка (2004)
Культурно-естетична концепція у творчості Юрія Клена (2005)
Катарсис драматичної поеми «Одержима» Лесі Українки (2005) 
Своєрідність інтерпретації народної думи «Маруся Богуславка» в однойменному романі Івана Багряного (2006)
Твори для дітей у доробку Миколи Братана (2007)
До джерел літературної Херсонщини (2007)
Роздум над книгою «Три шляхи широкії…» як національна ідея (2008)
Нове прочитання повісті «Захар Беркут Івана Франка і думи про ОПАД» (2008)
Героїчне як духовний феномен у творчості Олени Теліги (2008) 
Космологія у поетичному світі Богдана-Ігоря Антонича (2009)
Летів до книги серця дзвін. Пам'яті М. І. Братана (2010) 
Висока хвиля «Білого берега» (2010)
Проблема особистості й творчого «я» у романі «Супермаркет самотності» Ірени Карпи (2010)
Від Семенівського шосе в поетичний космос [про творчість М. Братана] (2010)
Мистецький та громадянський суверенітет Миколи Куліша (2012)
Шевченків дух і степ широкий (2014)

## Нагороди
Всеукраїнська літературна премія ім. Яра Славутича (2009) за збірку «Поклик євшанзілля» (2009).